# Nephodia solitaria
Nephodia solitaria là một loài bướm đêm trong họ Geometridae.